# Natężenie ognia
Natężenie ognia – określona względami technicznymi liczba wystrzałów, którą można oddać z danej broni jednorazowo (np. ogniem ciągłym), lub w określonym przedziale czasu, bez obawy uszkodzenia broni, nieprawidłowego jej działania czy obniżenia jej właściwości bojowych. Głównym czynnikiem ograniczającym natężenie ognia jest zjawisko nagrzewania się luf. Pojęcie natężenia ognia dotyczy głównie broni o dużej szybkostrzelności teoretycznej. Dla niektórych wzorów broni opracowane są odpowiednie normy natężenia ognia lub określona jest liczba wystrzałów, którą można oddać jednorazowo przy strzelaniu z możliwie największą szybkostrzelnością. Przestrzeganie dopuszczalnego natężenia ognia jest jednym  z podstawowych warunków prawidłowej eksploatacji broni. W zależności od kalibru i mocy broni natężenie ognia może wynosić od kilku (dla dział dużych kalibrów) do kilkuset (dla broni strzeleckiej), a nawet kilku tysięcy (w przypadku działek M134 czy M61) wystrzałów na minutę.